# Poclain
Poclain es una empresa familiar fundada por Georges Bataille en Francia en 1927, y luego continuada por sus hijos Pierre y Claude Bataille, con la ayuda de Jacques y Bernard Bataille.

## Excavadora a orugas Poclain
Poclain produjo excavadoras, y fue líder en el mercado francés y el mundo gracias a un revolucionario motor hidráulico. Los Batailles se vieron obligados a vender la compañía a Case CE en 1974, una empresa estadounidense, que luego se hizo cargo por completo en 1987, lo que les deja a los Batailles solamente la división Hidráulica, que todavía están administrando en la actualidad.
Poclain produce pistones radiales y motores hidráulicos que se utilizan principalmente en vehículos de carretera industriales y todo; su mayor competencia en este ámbito es Rexroth de Escocia, que ahora es una filial de Bosch AG.

## Historia
La Compañía se inició en el negocio de las excavadoras en 1948, cuando se construyó una unidad cargadora sobre un chasis 4x4 Dodge. Seguido de una excavadora hidráulica de la UT en 1951. 
Fue construido en un remolque con ruedas 2 y alimentado por el tractor de remolque. Más de 1000 unidades se vendieron antes de que un nuevo diseño fue introducido en 1956, el TO. 
En 1961 el décimo aniversario se habían vendido más de 400 unidades, y movido en el mercado alemán. El TY y TYA se introdujo ese mismo año. La firma alemana O & K introdujo el RH5 su primera máquina hidráulica, en 1961.
El modelo TY45 se introdujo un diseño revolucionario, en 1961. Esta máquina contó con una rotación excavadora de 360°, en un triciclo con ruedas debajo del pedestal. Durante los siguientes 21 años de producción, se produjeron 30.000 unidades.
El presidente de la empresa Pierre Bataille dirigió una diversificación temprana con un movimiento en grúas móviles con la creación de PPM en 1965 (Potain & Poclain unen su tecnología de elevación e hidráulica, formando PPM). 
La diversificación también se traduzcan en acuerdos internacionales de comercialización; con máquinas Poclain estaban siendo fabricados en Argentina (bajo licencia por SEFAG), Checoslovaquia, India, Japón y Corea. 
En este momento, las filiales de fabricación también se establecieron en Brasil y México.
En la década de 1970 se expandieron rápidamente en tomar varias empresas proveedoras para dar el control de la oferta, pero la recesión a continuación causado problemas y se vendió el 40% de Case CE de América en 1977 que estaban buscando expandir su división de Construcción (CE). Case asume la responsabilidad de la distribución de los productos Poclain en EE. UU. y Canadá. 
En 1980 la producción de máquinas Poclain comenzó en Estados Unidos. Para 1987, Case CE tenía el control del 98,7%, dejando a la familia con la empresa Hidráulica.

## Modelos producidos

### Poclain
- Poclain LC 80[4]
- Poclain LY 2P[5]
- Poclain TC 45[6]
- Poclain TY 45[7]
- Poclain TY 2P[8]

### PPM (Potain, Poclain Manutation)
- PPM 18.01E[9]
- PPM 18.01T[10]